# Boffres
Boffres est une commune française, située dans le département de l’Ardèche en région Auvergne-Rhône-Alpes, à quelques kilomètres de Vernoux au sud-ouest de Valence. Ses habitants sont appelés les Boffrains.

## Géographie

### Situation et description
Boffres est une petite commune à l'aspect essentiellement rural située dans l'arrondissement de Tournon, qui correspond à la partie septentrionale du département de l'Ardèche. Le sommet le plus haut de la commune est le serre de Muans qui culmine à 848 mètres d’altitude, il est bien visible depuis le village.

### Climat
En 2010, le climat de la commune est de type climat des marges montargnardes, selon une étude du CNRS s'appuyant sur une série de données couvrant la période 1971-2000. En 2020, Météo-France publie une typologie des climats de la France métropolitaine dans laquelle la commune est dans une zone de transition entre le climat de montagne et le climat méditerranéen et est dans la région climatique Moyenne vallée du Rhône, caractérisée par un bon ensoleillement en été (fraction d’insolation > 60 %), une forte amplitude thermique annuelle (4 à 20 °C), un air sec en toutes saisons, orageux en été, des vents forts (mistral), une pluviométrie élevée en automne (250 à 300 mm).
Pour la période 1971-2000, la température annuelle moyenne est de 10,2 °C, avec une amplitude thermique annuelle de 16,8 °C. Le cumul annuel moyen de précipitations est de 971 mm, avec 7,2 jours de précipitations en janvier et 5,3 jours en juillet. Pour la période 1991-2020, la température moyenne annuelle observée sur la station météorologique de Météo-France la plus proche, « Vernoux », sur la commune de Vernoux-en-Vivarais à 5 km à vol d'oiseau, est de 11,2 °C et le cumul annuel moyen de précipitations est de 1 203,6 mm,. Pour l'avenir, les paramètres climatiques de la commune estimés pour 2050 selon différents scénarios d'émission de gaz à effet de serre sont consultables sur un site dédié publié par Météo-France en novembre 2022.

### Hydrographie
Le territoire de la commune est traversé par le Duzon, une rivière de 32,2 km qui rejoint le Doux sur la commune de Tournon-sur-Rhône, 5 km avant la confluence du Doux et du Rhône. Cette rivière alimente un petit plan d'au, au centre de la commune.

### Voies de communication
Le territoire communal est situé à l'écart des grands axes routiers de communication. Il est cependant traversé par la route départementale 212 (RD212) et la route départementale 14 (RD14) qui permettent de rejoindre les communes de la vallée dur Rhône.

### Lieux-dits, hameaux et écarts
Voici, ci-dessous, la liste la plus complète possible des divers hameaux et lieux-dits, ainsi que les écarts qui composent le territoire de la commune de La Rivière, présentés selon les références toponymiques fournies par le site géoportail de l'Institut géographique national.
| - Chiroux le haut - Noyaret - Le trapier - Les vernattes - Le Temple - Clauzel - Chassouans - Royer - Faugère - Lavenant | - Vidal - Chanal - Faure - Reboulet - Saint-Sixte - Béguel - Sallier - Le chapelier - Bouquainaud - Crespin | - Montchal - Le pont de bouchon - La croix Saint-André - Toussaint - Basternay - Chabret - Faurie - Grangeon - Charratier - Herbasse |

## Urbanisme

### Typologie
Au 1er janvier 2024, Boffres est catégorisée commune rurale à habitat très dispersé, selon la nouvelle grille communale de densité à 7 niveaux définie par l'Insee en 2022.
Elle est située hors unité urbaine. Par ailleurs la commune fait partie de l'aire d'attraction de Valence, dont elle est une commune de la couronne,. Cette aire, qui regroupe 71 communes, est catégorisée dans les aires de 200 000 à moins de 700 000 habitants,.

### Occupation des sols
L'occupation des sols de la commune, telle qu'elle ressort de la base de données européenne d’occupation biophysique des sols Corine Land Cover (CLC), est marquée par l'importance des forêts et milieux semi-naturels (59,7 % en 2018), en augmentation par rapport à 1990 (58 %). La répartition détaillée en 2018 est la suivante : 
forêts (59,7 %), zones agricoles hétérogènes (26,4 %), prairies (12,8 %), zones urbanisées (1,1 %).
L'évolution de l’occupation des sols de la commune et de ses infrastructures peut être observée sur les différentes représentations cartographiques du territoire : la carte de Cassini (XVIIIe siècle), la carte d'état-major (1820-1866) et les cartes ou photos aériennes de l'IGN pour la période actuelle (1950 à aujourd'hui).

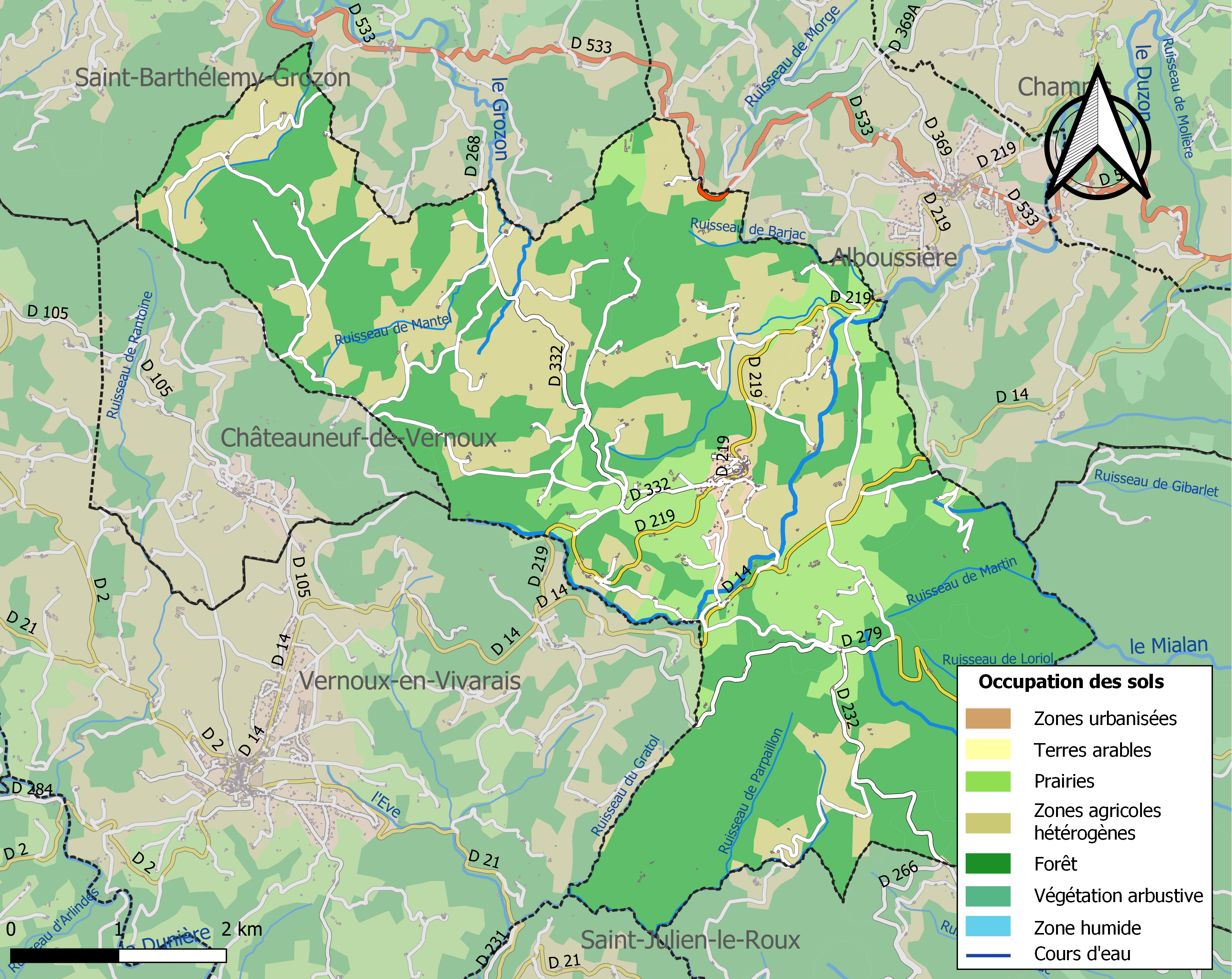
Carte des infrastructures et de l'occupation des sols de la commune en 2018 (CLC).

### Risques naturels

#### Risques sismiques
L'ensemble du territoire de la commune de Boffres est situé en zone de sismicité no 3 (sur une échelle de 1 à 5), comme la plupart des communes situées à proximité de la vallée du Rhône, mais en limite orientale de la zone no 2 qui correspond au plateau ardéchois.
| Type de zone | Niveau            | Définitions (bâtiment à risque normal) |
| ------------ | ----------------- | -------------------------------------- |
| Zone 3       | Sismicité modérée | accélération = 1,1 m/s2                |

## Toponymie
Les formes anciennes de Boffres sont les suivantes : Balfram au XIIe siècle, Balfredum au XIVe siècle, Bauffre en 1464, Bolfre au XVIIIe siècle. Ernest Nègre les interprète comme le nom de personne germanique Balfred, employé directement comme toponyme.
Bâtie sur un ressaut de terrain au milieu de châtaigniers, Boffres doit son nom au vent qui souffle dans cette région le balfredo, selon une interprétation locale ; le toponyme signifierait à peu près « escarpement rocheux froid » (« bal », « baux », « rocher dominant » et fredo, « froide », en occitan).

## Politique et administration

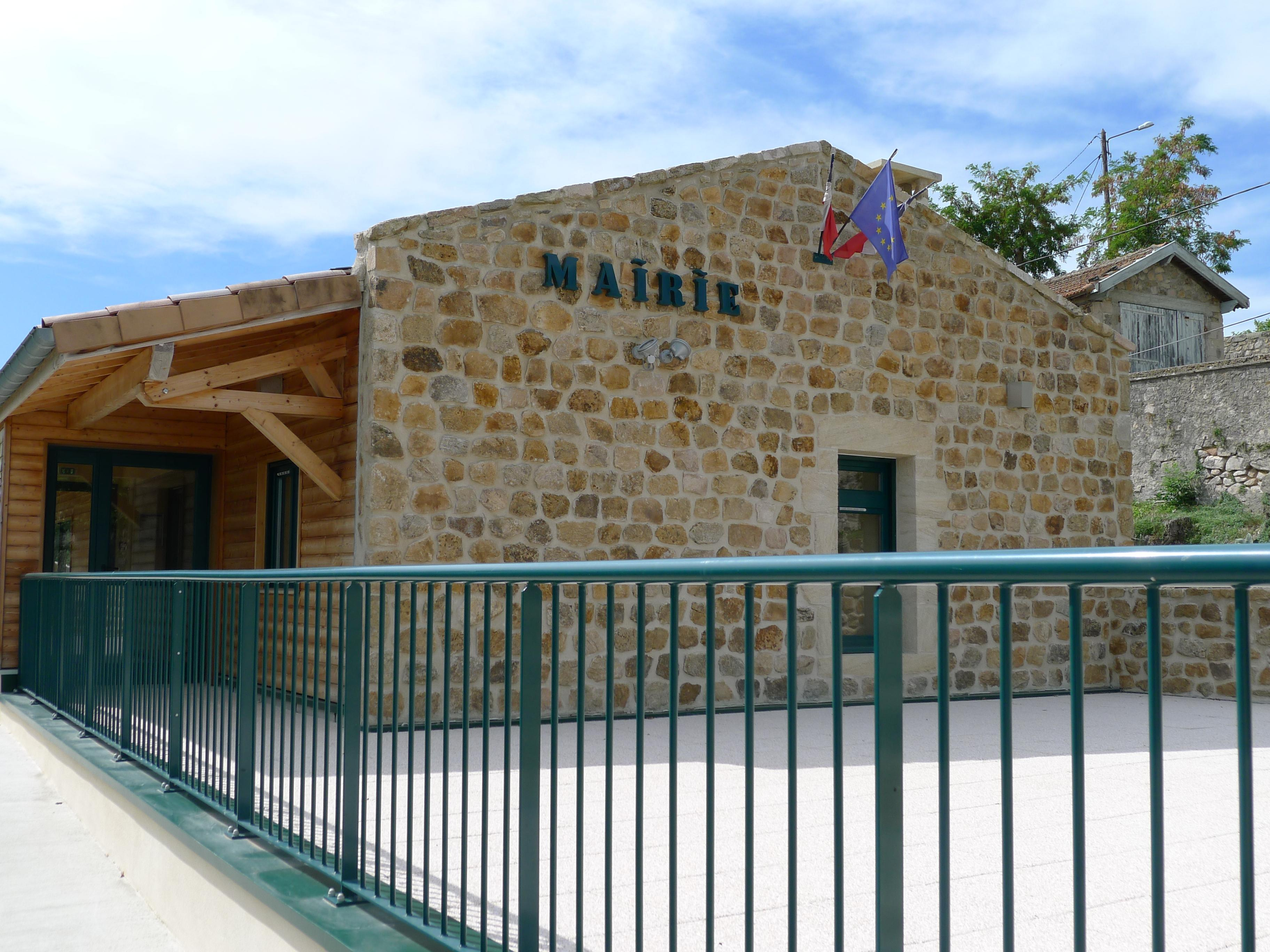
La mairie.

### Liste des maires
| Période                                  | Période   | Identité       | Étiquette | Qualité     |
| ---------------------------------------- | --------- | -------------- | --------- | ----------- |
| Les données manquantes sont à compléter. |           |                |           |             |
| ?                                        | mars 1994 | Henri Fustier  |           |             |
| 2001                                     | 2005      | Pierre Farjon  |           |             |
| 2008                                     | 2020      | Raymond Edmont | DVD       | Retraité    |
| 2020                                     | En cours  | Hubert Juge    |           | Agriculteur |

## Population et société

### Démographie
L'évolution du nombre d'habitants est connue à travers les recensements de la population effectués dans la commune depuis 1793. Pour les communes de moins de 10 000 habitants, une enquête de recensement portant sur toute la population est réalisée tous les cinq ans, les populations de référence des années intermédiaires étant quant à elles estimées par interpolation ou extrapolation. Pour la commune, le premier recensement exhaustif entrant dans le cadre du nouveau dispositif a été réalisé en 2008.

En 2022, la commune comptait 618 habitants, en évolution de −4,19 % par rapport à 2016 (Ardèche : +2,48 %, France hors Mayotte : +2,11 %).
| 1793  | 1800  | 1806  | 1821  | 1831  | 1836  | 1841  | 1846  | 1851  |
| ----- | ----- | ----- | ----- | ----- | ----- | ----- | ----- | ----- |
| 1 521 | 1 350 | 1 502 | 1 734 | 1 618 | 1 643 | 1 576 | 1 575 | 1 590 |

| 1856  | 1861  | 1866  | 1872  | 1876  | 1881  | 1886  | 1891  | 1896  |
| ----- | ----- | ----- | ----- | ----- | ----- | ----- | ----- | ----- |
| 1 543 | 1 656 | 1 654 | 1 556 | 1 554 | 1 510 | 1 521 | 1 507 | 1 502 |

| 1901  | 1906  | 1911  | 1921  | 1926  | 1931  | 1936  | 1946  | 1954 |
| ----- | ----- | ----- | ----- | ----- | ----- | ----- | ----- | ---- |
| 1 503 | 1 506 | 1 369 | 1 204 | 1 211 | 1 140 | 1 086 | 1 022 | 847  |

| 1962 | 1968 | 1975 | 1982 | 1990 | 1999 | 2006 | 2008 | 2013 |
| ---- | ---- | ---- | ---- | ---- | ---- | ---- | ---- | ---- |
| 705  | 654  | 510  | 531  | 510  | 509  | 604  | 629  | 651  |

| 2018 | 2022 | - | - | - | - | - | - | - |
| ---- | ---- | - | - | - | - | - | - | - |
| 620  | 618  | - | - | - | - | - | - | - |

### Enseignement
La commune est rattachée à l'académie de Grenoble.

### Médias
La commune est située dans la zone de distribution de deux organes de la presse écrite :
- L'Hebdo de l'Ardèche

Il s'agit d'un journal hebdomadaire français basé à Valence et couvrant l'actualité de tout le département de l'Ardèche.
- Le Dauphiné libéré

Il s'agit d'un journal quotidien de la presse écrite française régionale distribué dans la plupart des départements de l'ancienne région Rhône-Alpes, notamment l'Ardèche. La commune est située dans la zone d'édition de Tournon.
La commune est située sur l'aire de diffusion de Ici Drôme Ardèche, une radio publique également diffusée sur tout le territoire du département de la Drome et de l'Ardèche.

### Cultes
La communauté catholique et l'église de Boffres (propriété de la commune) dépendent de la paroisse Saint Basile entre Doux et Dunière qui comprend plusieurs autres communes. Cette paroisse est elle-même rattachée au diocèse de Viviers.

## Culture locale et patrimoine

### Distinctions culturelles
Boffres fait partie des communes ayant reçu l’étoile verte espérantiste, distinction remise aux maires de communes recensant des locuteurs de la langue construite espéranto.
Aujourd’hui, le village est entré dans une démarche de labellisation "Village de caractère".

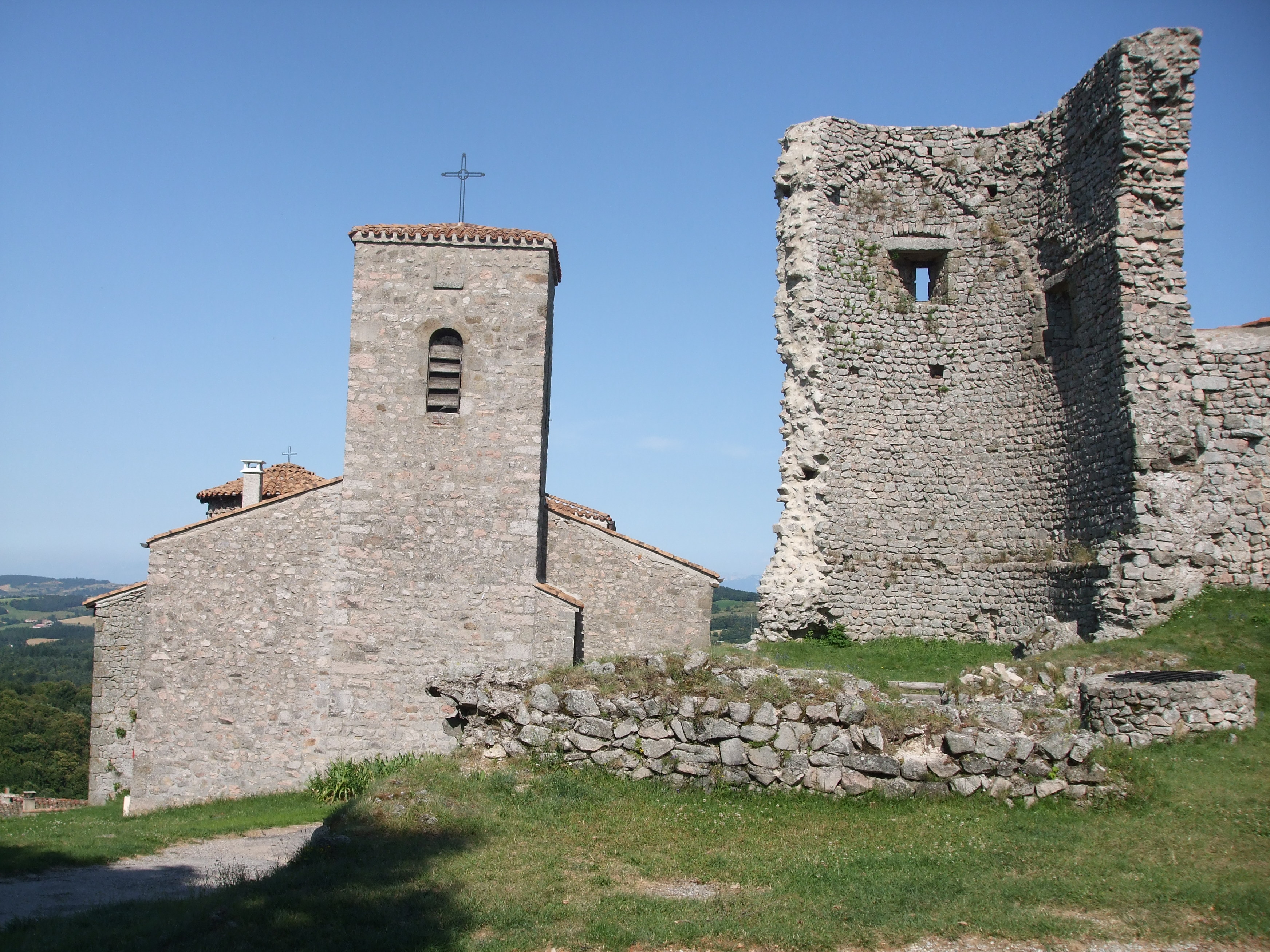
L'église et le château.

### Lieux et monuments
- Église de l'Exaltation-de-la-Sainte-Croix de Boffres.
- Le château de Boffres (ruines).
- Le château Perier.
- Le château des Faugs, demeure familiale du compositeur Vincent d'Indy.
- Le château de Cachard, maison forte des XVe et XVIe siècles.
- Ferme Chabret, berceau de la famille d’Indy.
- L'ancien village féodal : donjon circulaire, tour...
- Temple protestant inauguré en 1838 et désaffecté depuis 2006.

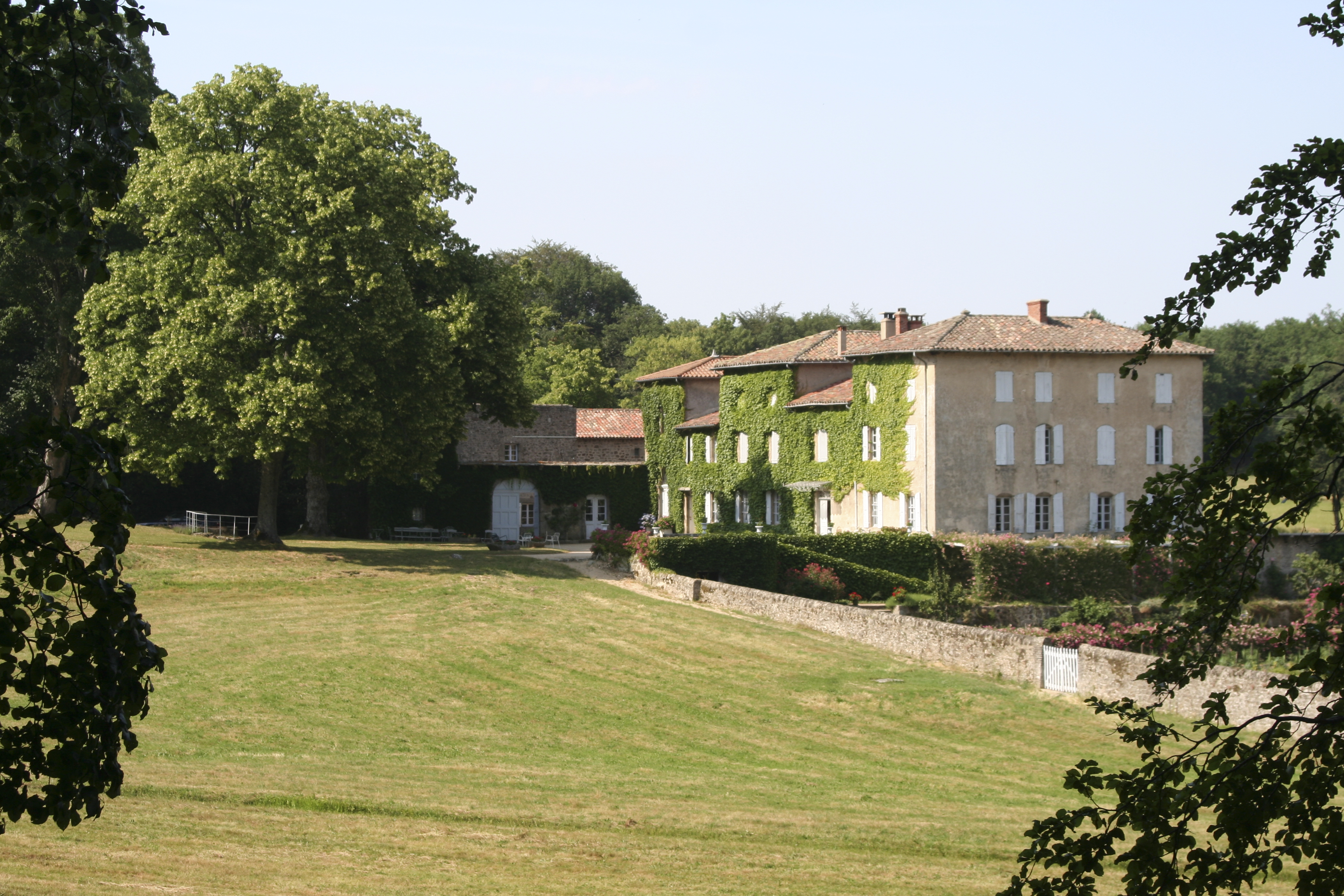
La ferme Chabret.
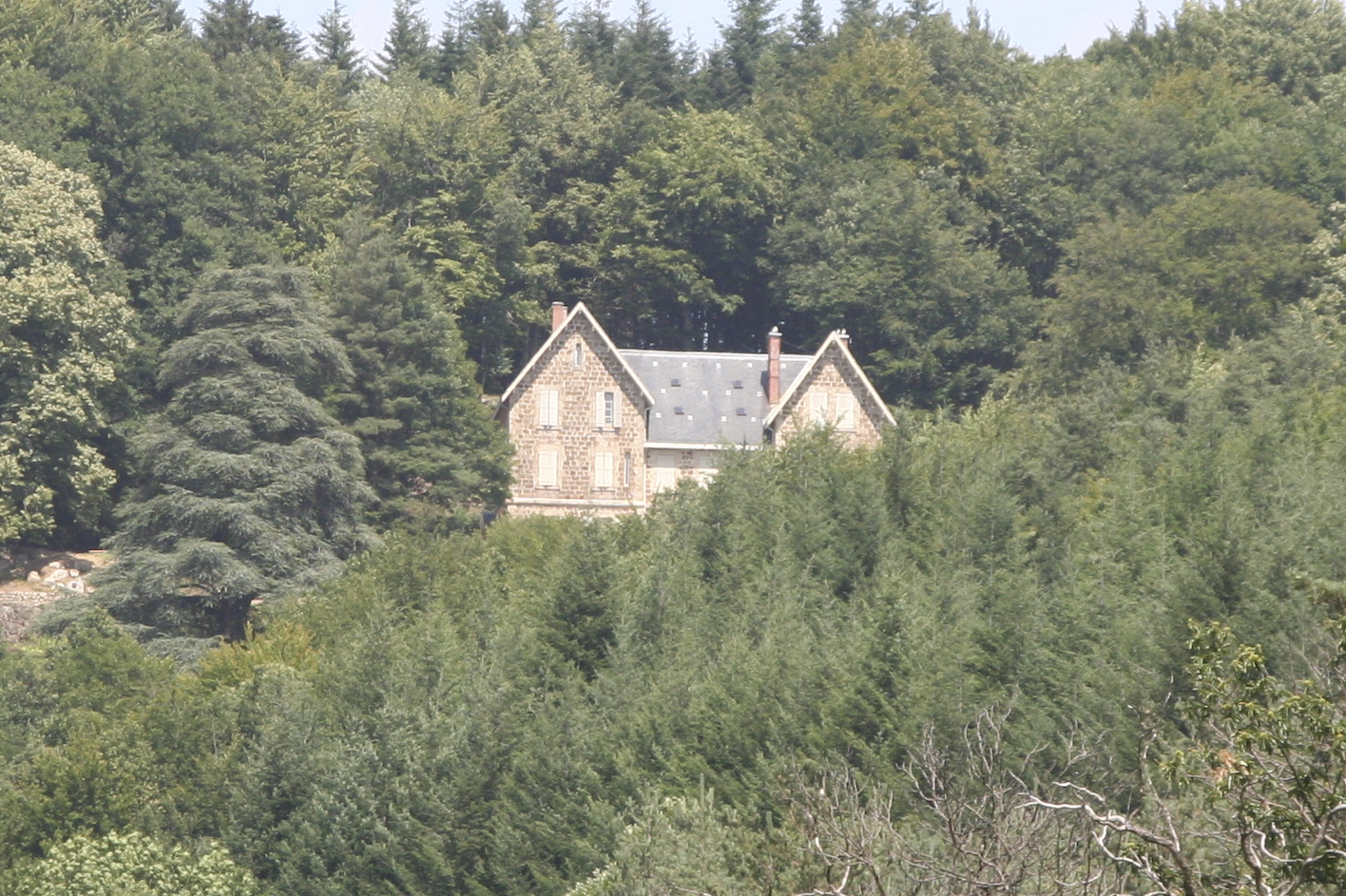
Le château Perier.
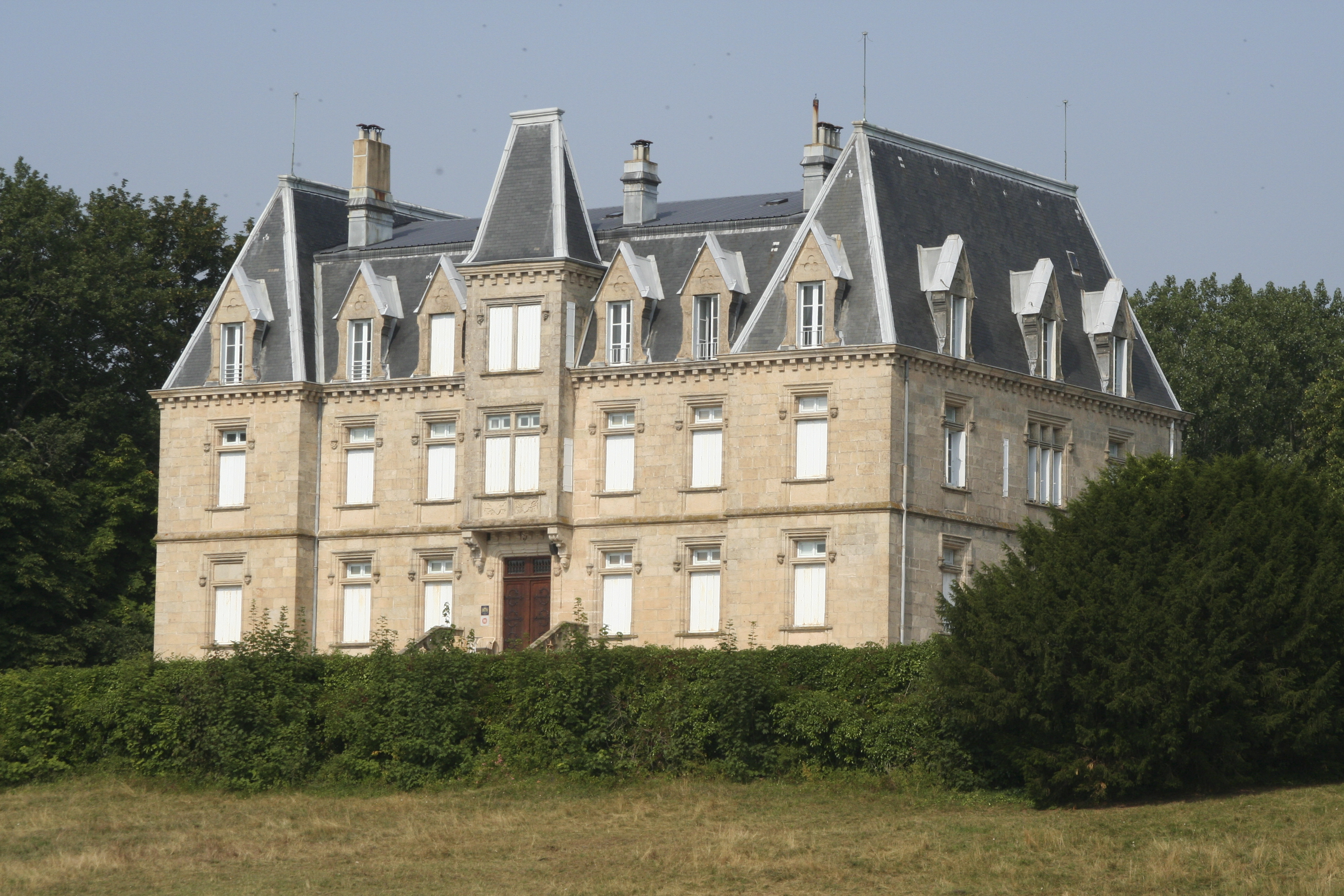
Le château des Faugs.
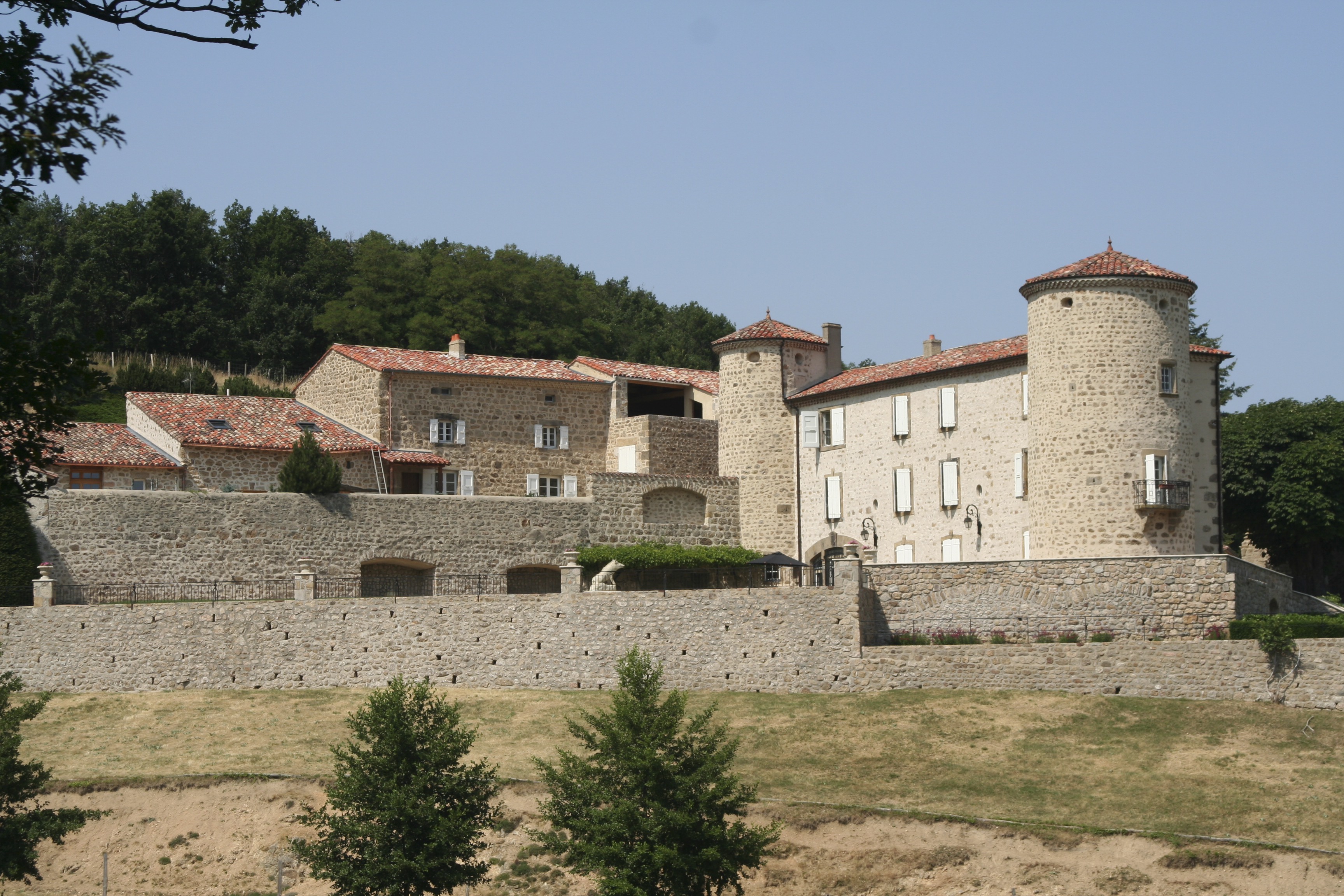
Le château de Cachard.

### Personnalités liées à la commune
- Jacques Étienne Perrier (1765-1853), homme politique, député de l'Ardèche en 1815, pendant les Cent-Jours.
- Hercule Bouvier de Cachard (1767-?), homme politique,  député de l'Ardèche de 1815 à 1816.
- Vincent d’Indy, (Paris 27/3/1851 – 2/12/1931) : Né d’une famille cévenole depuis le XIVe siècle. Compositeur, élève de César Franck, il s’est marié avec une cousine à Boffres, en Ardèche, où il fit construire le château des Faugs. Il écrivit là bon nombre de partitions, dont la célèbre « Symphonie sur un chant montagnard français » (dit Cévenole) en 1886, jour d’été sur la montagne... Chef d’orchestre, pédagogue éminent….
- Louis Dumont (1867-1936), homme politique, député de la Drôme de 1906 à 1910.

### Héraldique
|  | Boffres possède des armoiries dont l'origine et le blasonnement exact ne sont pas disponibles. |